# 大野町立大野中学校大野分校
大野町立大野中学校大野分校（おおのちょうりつ おおのちゅうがっこう おおのぶんこう）は、岐阜県揖斐郡大野町桜大門にある公立中学校。

## 特徴
- 児童福祉法第44条による児童自立支援施設に措置された児童が、正規の義務教育を受けるために設置された中学校である。そのこともあり、岐阜県唯一の児童自立支援施設である岐阜県立わかあゆ学園[1]と同じ敷地内にある。通学対象者は岐阜県立わかあゆ学園の入所者のため、大野町が指定している通学区域はわかあゆ学園の住所（岐阜県揖斐郡大野町桜大門457-1）である[2]。わかあゆ学園の入所者は岐阜県に住所を有するものであることから、事実上の学区は岐阜県全域である。
- 教育内容などは教育委員会と岐阜県健康福祉部とが協議して行われている。また、該当する年齢の生徒がいない場合は、実質休校となる（令和3年度は該当生徒がいるため開校中）[3]。
- 岐阜県立わかあゆ学園は18歳未満が入所している。小学校に相当するのが大野町立大野小学校大野分校であり、中学校に該当するのが大野町立大野中学校大野分校である。
- 大野町立大野中学校の分校であり、2020年現在、岐阜県の公立中学校で唯一の分校であるが、児童自立支援施設に措置された児童が義務教育を受けるために設置されており、一般でいう分校とは異なる[注釈 1]。